# Mickey Mania
Mickey Mania (Japans: ミッキーマニア) is een computerspel dat werd ontwikkeld door Traveller's Tales en uitgegeven door Sony Electronic Publishing. Het spel kwam in 1994 uit voor de Sega Mega-CD, SNES en de Sega Mega Drive.

## Spel
Het spel is een side-scrolling platformspel. Het spel doorloopt met in totaal 75 velden de geschiedenis van tekenfilms waarin Mickey Mouse figureerde. Dit zijn:
- Steamboat Willie (1928)
- The Mad Doctor (1933)
- Moose Hunters (1937)
- Lonesome Ghosts (1937)
- Mickey en de bonenstaak (1947)
- The Band Concert (1935, niet aanwezig in de SNES-versie)
- De prins en de bedelaar (1990)

## Platforms
| Jaar | Platform                            |
| ---- | ----------------------------------- |
| 1994 | Sega Mega-CD, SNES, Sega Mega Drive |
| 1996 | PlayStation                         |
| 2011 | PSP                                 |
| 2012 | Android, PS Vita, PlayStation 3     |

## Ontvangst
| Beoordeeld door                | Platform        | Datum            | Score |
| ------------------------------ | --------------- | ---------------- | ----- |
| Defunct Games                  | Mega-CD         | 2 januari 2005   | 92%   |
| Sega-16.com                    | Sega Mega Drive | 15 december 2005 | 90%   |
| Super Power (Sweden)           | SNES            | december 1994    | 89%   |
| Jeuxvideo.com                  | Sega Mega Drive | 3 november 2009  | 85%   |
| Jeuxvideo.com                  | SNES            | 3 november 2009  | 85%   |
| ASM (Aktueller Software Markt) | SNES            | januari 1995     | 83%   |
| Sega-16.com                    | Mega-CD         | 27 juni 2004     | 80%   |
| Nintendo Life                  | SNES            | 14 december 2010 | 80%   |
| GamePro (USA)                  | Sega Mega Drive | november 1994    | 80%   |
| High Score                     | SNES            | december 1994    | 80%   |